# 刘昌毅
刘昌毅（1914年11月2日—1999年11月1日），原名刘昌义。湖北黄安（今红安）典明乡马鞍石村人。中国人民解放军开国中将。

## 生平
兄弟姊妹九个，靠佃田为生。只读了三个月的书，学裁缝糊口。1929年加入中国共产主义青年团。1929年参加中国工农红军。1931年转入中国共产党。作战十分勇敢，历任鄂豫皖红一师一团通信班班长，红九军二十五师七十五团排长、连政治指导员，红九军政治部政务科科长，第二十七师七十六团副团长、团长。
抗日战争时期，任八路军一二九师三八六旅侦察科科长，青年纵队第三团参谋长，太行军区第三军分区参谋长，决死第三纵队参谋长，太行军区第三军分区副司令员兼参谋长。1943年因旧伤复发，住院治疗。1943年8月，伤未痊愈带领第十六团参加林南战役。战后，赴延安抗日军政大学学习。1944年太行军区组建“国民革命军南下抗日救国军第六支队”（简称“南下六支队”，派往河南开辟抗日根据地。太行南下六支队在129师385旅13团2、3营的基础上组建为36、37两个团，为了加强部队的战斗力，太行军区从1、2、4、5分区的野战部队中各抽调一个能打善战的主力连队归属南下第六支队，八路军总部还从抗日军政大学抽调部分干部学员加入到这支部队，组成了有两个团、四个连，不到1000人马能文能武、短小精干、素质极高的部。设司令部、政治部、供给部、卫生部，直属特务连、机炮连和36、37两个团。
- 司令员刘昌毅，政治委员张力雄，参谋长胡鹏飞，政治部主任陈文祺，供给部长任朝友，卫生部长昝家晨。
- 36团团长刘盛彬（后阙子清），政委李定海，副团长江家银，副政委许道春，参谋长李鹤鸣，供给处处长魏祥魁；
- 37团团长胡大海，政委何德庆，副政治委员兼政治部主任王英先。

1945年2月28日上午，太行南下第六支队在129师师部所在地河北省涉县南庄村外的沙滩上召开动员大会。1945年南下六支队转战豫西至嵩山、伏牛山一带，战斗八个月，大小战役60余次，歼日伪顽8000余人，开辟了临汝、宝丰、襄城、密县、登封、禹县的抗日根据地。
抗战胜利后，南下第六支队到湖北省，整编为中原军区第一纵队第3旅第7团和第8团，成为中原军区的主力团。刘昌毅任旅长。不久任第一纵队副司令员。中原突围后，任鄂西北军区副司令员。南下第六支队精编为7团。1947年2月6日，刘昌毅旅被围于保康县康家山，突围后已不足千人，仅有的一部电台被打坏，与上级失去联系。刘昌毅决定重返大别山。1947年4月中旬，进抵皖西金寨县，伏击追敌一个团，歼敌两个营。战后进至潜山县与皖西工委会合，召开联席会议，合编为皖西人民自卫军任司令员，全面负责皖西地区的工作。1947年9月13日，皖西人民自卫军与晋冀鲁豫野战军第三纵队会师。1947年10月24日，刘昌毅见到了刘邓首长。1947年11月调任晋冀鲁豫野战军第三纵队副司令员。1949年1月任中国人民解放军第十五军副军长。
中华人民共和国成立后，任铁道公安部队副司令员，中国人民解放军海军旅顺基地司令员，海军青岛基地司令员，1960年至1969年济南军区副司令员兼北海舰队司令员，南京军区副司令员，广州军区副司令员。
战争中负伤13次。
1955年，授中国人民解放军中将军衔。1955年获二级八一勋章、一级独立自由勋章、一级解放勋章。1988年获一级红星功勋荣誉章。中国人民政治协商会议第三、四、五届全国委员会委员。